# جيامباولو كاروسو
جيامباولو كاروسو (بالإيطالية: Giampaolo Caruso)‏ مواليد 15 أغسطس 1980 في أفولا، إيطاليا، هو دراج إيطالي في صنف سباق الدراجات على الطريق.

## سجل النتائج

### المراكز
- حقق المركز الـ 8 في طواف سويسرا 2006

## وصلات خارجية
- الموقع الرسمي

## روابط خارجية
- جيامباولو كاروسو على موقع الاتحاد الدولي للدراجات (الإنجليزية)
- جيامباولو كاروسو على موقع أرشيف الدراجات (الإنجليزية)
- جيامباولو كاروسو على موقع إحصائيات الدراجات الإحترافية (الإنجليزية)
- جيامباولو كاروسو على موقع نسبة الدراجات (الإنجليزية)
- جيامباولو كاروسو على موقع CycleBase (الإنجليزية)